# Vantaa
Vantaa (Vanda en suédois) est l'une des villes constituant l'agglomération d'Helsinki en Finlande, formant avec Espoo et Kauniainen, le Grand Helsinki. La commune borde la capitale finlandaise au nord.

## Histoire
Vantaa tire son nom de la rivière Vantaa. Elle n'a obtenu le statut de bourg qu'en 1972 et celui de ville qu'en 1974.
Au XIVe siècle, les nouveaux arrivants d'Hälsingland en Suède s'installent dans la zone de l'actuelle Vantaa et ils nomment Helsingå la rivière qui la traverse.
L'ancien nom de cette zone Helsinge vient du nom de la rivière.
L'une des branches de la rivière est Helsinge fors (les chutes de la Helsinge) a donné son nom à Helsinki (suédois : Helsingfors).
Les habitants du Häme en amont de la rivière, en particulier ceux qui habitaient la région de l'actuel Riihimäki, nommaient la même rivière Vantaanjoki comme ils nommaient le lac Vantaanjärvi et le village Vantaa.
La rivière Vantaanjoki (suédois : Vanda å) prend officiellement son nom au XVIe siècle.
Dans la paroisse d'Helsinki à l'est de la Vantaankosken, il existait de longue date un village nommé Vantaa (suédois : Vanda) dont la position est celle du quartier actuel de Vantaanlaakso.
Avec une population dépassant les 200 000 habitants, c'est la 4e ville de Finlande. Elle possède le plus grand aéroport de Finlande, l'aéroport international Helsinki-Vantaa.

## Géographie

### Une zone plate et de basse altitude

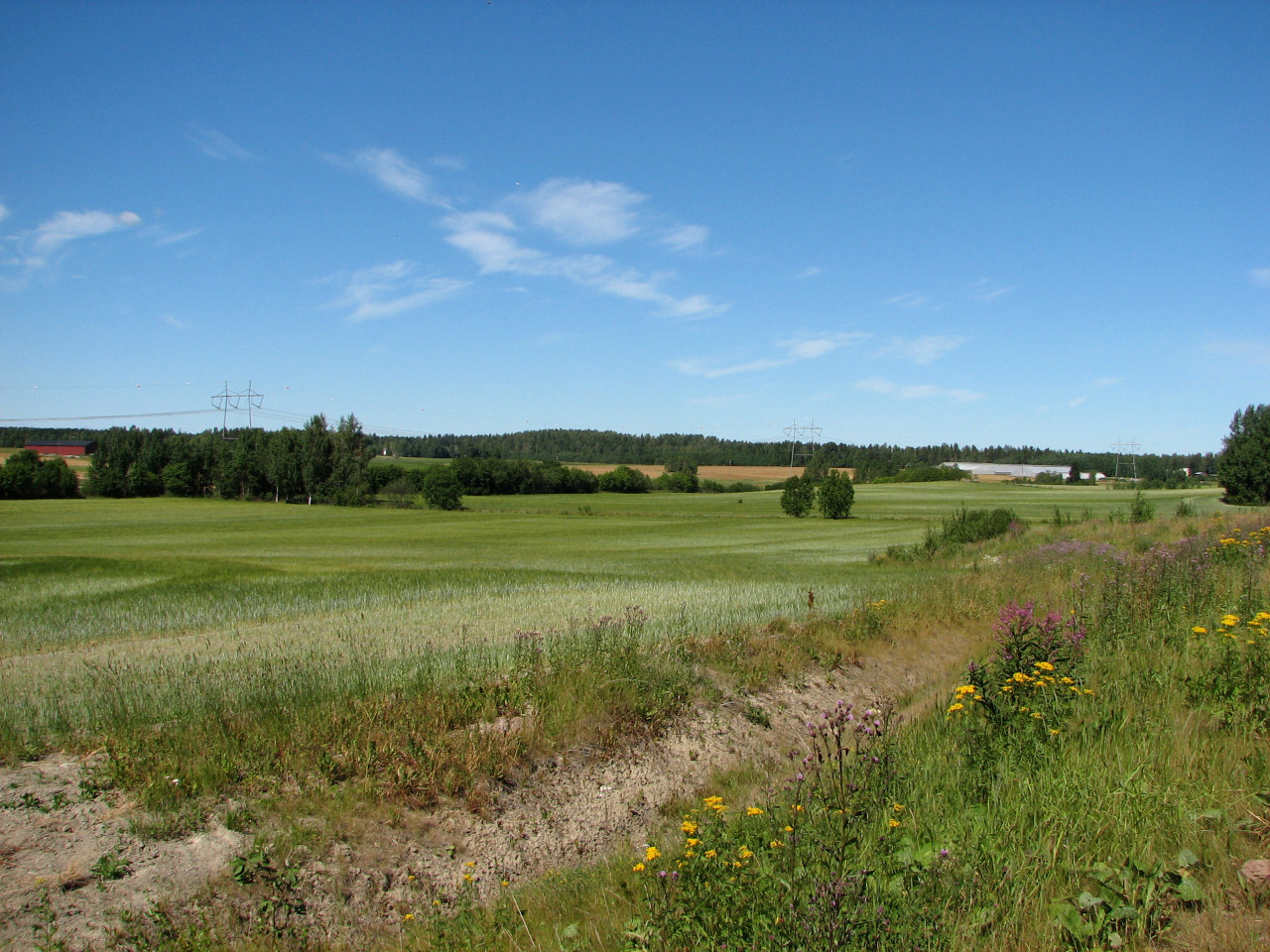
Paysage à Viinikkala.

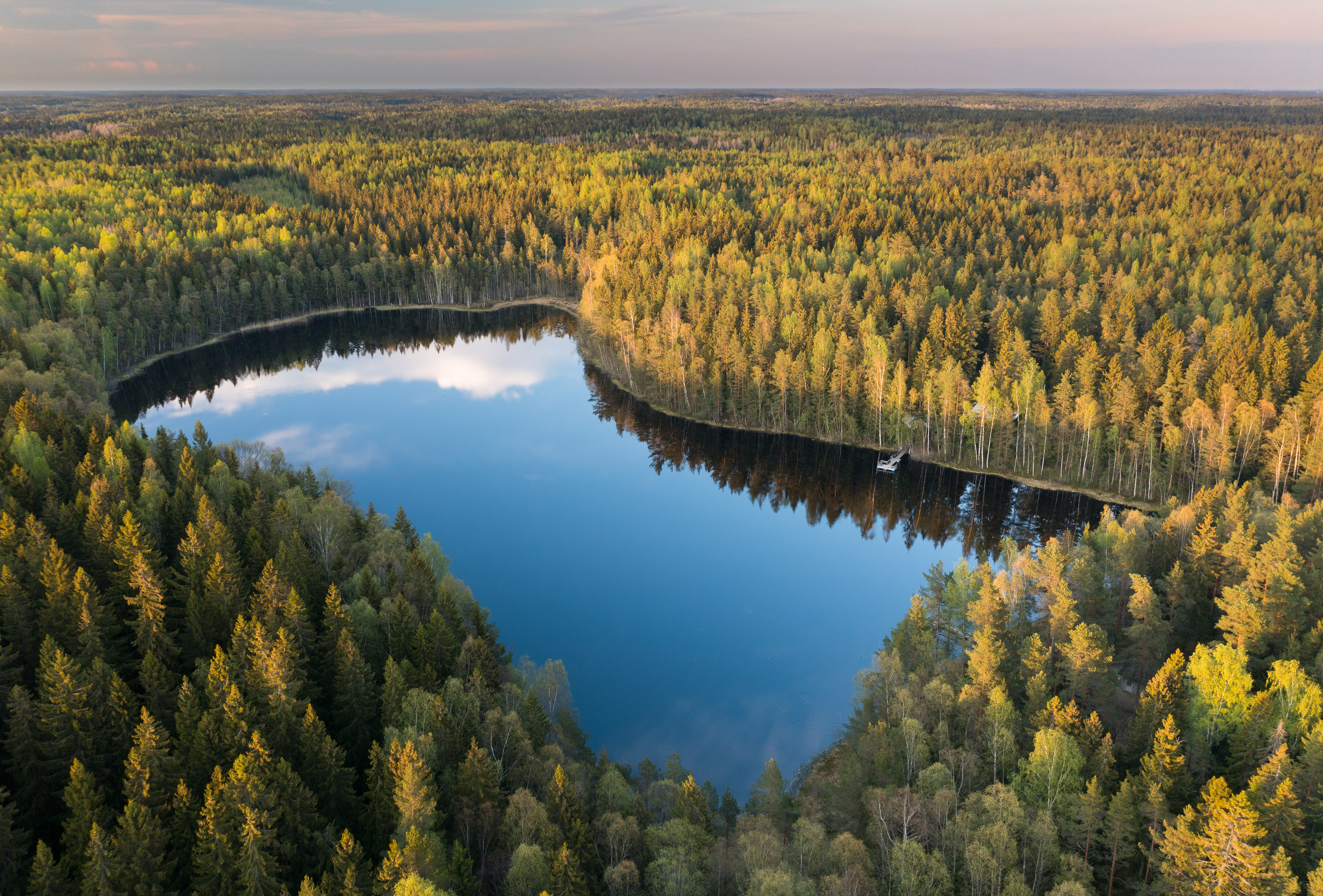
Le lac de Bisajärvi dans la région de Vantaa.

Vantaa est principalement une zone des plaines. Sa superficie est selon le maanmittauslaitos 240,34 km2 dont 1,97 km2 d'eau douce.
L'Ouest de Vantaa est parcouru par le fleuve Vantaanjoki et l'est par son affluent, la rivière Keravanjoki.
En 1966, Vantaa a perdu presque toute sa façade maritime.
Jusqu'en 2008, Vantaa possédait l'accès maritime de Porvarinlahti. En 2009, cette côte est rattachée à Helsinki en même temps qu'une partie de Sipoo.
Vantaa a relativement peu de lacs et ils sont petits. Le plus grand d'entre eux est le lac artificiel de Silvola, qui est connecté au système d'approvisionnement en eaux de la région capitale par l'Aqueduc du Päijänne. À l'est, on trouve la base de loisirs de Kuusijärvi et à l'est, dans la section de Pähkinärinne, se trouve le petit étang de Lammaslampi. L'extrémité du lac Pitkäjärvi est à Vantaa entre le Kehä III et Hämeenkylä. Les zones résidentielles les plus orientales, Rajakylä et Länsimäki, sont presque à la limite d’Helsinki et elles forment un ensemble avec les zones d'habitation de Vesala et de Mellunmäki qui font partie d'Helsinki. Les rails de la station de métro de Mellunmäki sont en partie sur le territoire de Vantaa.

### Communes voisines
Outre Helsinki au sud, les communes et villes voisines sont Espoo à l'ouest, Nurmijärvi au nord-ouest, Tuusula et Kerava au nord et enfin Sipoo à l'est.

### Évolution démographique
L'évolution démographique de Vanta est la suivante:
| Année                                             | Nombre d’habitants | Année | Nombre d’habitants |
| 1805¹                                             | 4 840              | 1950  | 14 976             |
| 1865²                                             | 6 974              | 1960  | 41 906             |
| 1880²                                             | 7 819              | 1970  | 72 215             |
| 1890²                                             | 8 865              | 1980  | 129 918            |
| 1900²                                             | 11 110             | 1990  | 152 272            |
| 1910²                                             | 18 321             | 2000  | 176 386            |
| 1920²                                             | 22 368             | 2010  | 200 029            |
| 1930²                                             | 23 558             | 2015  | 211 730            |
| 1940²                                             | 31 511             | 2020  | 235 768            |
| ¹ Paroisse d'Helsinki ² Commune rurale d'Helsinki |                    |       |                    |

## Administration

### Conseil municipal
Le conseil municipal qui prend les grandes décisions pour la ville est formé de 67 élus.
Le maire de Vantaa est Kari Nenonen.
La répartition politique des élus est la suivante:
| Parti      | Parti                               | Sièges 2013-2016 | Sièges 2021-2024 |
| ---------- | ----------------------------------- | ---------------- | ---------------- |
|            | Parti de la Coalition nationale     | 18               | 18               |
|            | Parti social-démocrate de Finlande  | 18               | 16               |
|            | Vrais Finlandais                    | 11               | 12               |
|            | Ligue verte                         | 9                | 9                |
|            | Alliance de gauche                  | 4                | 4                |
|            | Parti du centre                     | 3                | 2                |
|            | Chrétiens-démocrates                | 2                | 2                |
|            | Parti populaire suédois de Finlande | 2                | 2                |
|            | Mouvement maintenant                | -                | 2                |
| Sources, : |                                     |                  |                  |

### Districts et quartiers de Vantaa

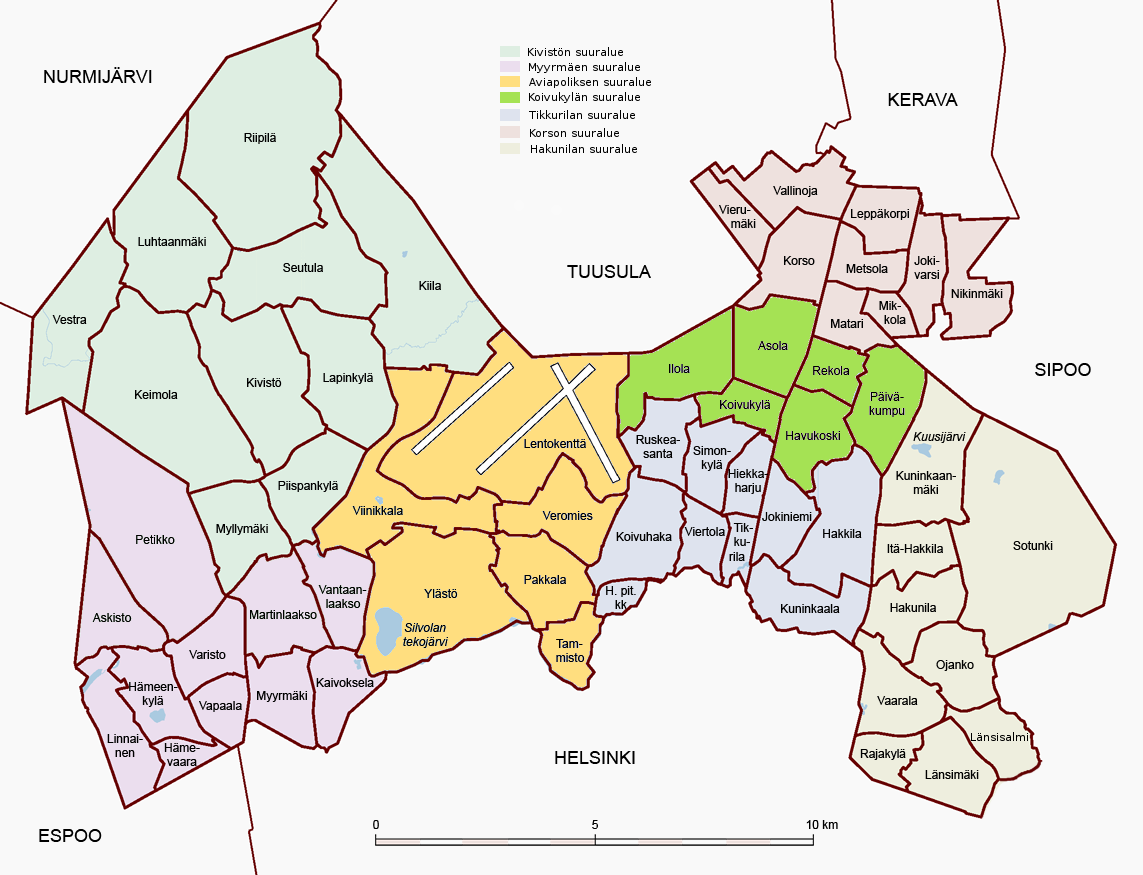
Carte administrative de Vantaa 1.1.2009.

Vanta est découpée en sept districts eux-mêmes composés de quartiers.
voir aussi : Liste des quartiers de Vantaa par district
Les districts de Vantaa sont les suivants :
- District de Myyrmäki
- District de Kivistö
- District de Aviapolis
- District de Tikkurila
- District de Koivukylä
- District de Korso
- District de Hakunila

Les quartiers principaux sont Tikkurila, Myyrmäki, Martinlaakso, Hakunila, Koivukylä et Korso.

## Économie
- Siège de la société de siège enfant dos à la route, entreprise Klippan.
- Siège de la société d'éditions de logiciels Aldata Solution.

### Principales entreprises
Les principales entreprises de Vantaa par chiffre d'affaires sont,:

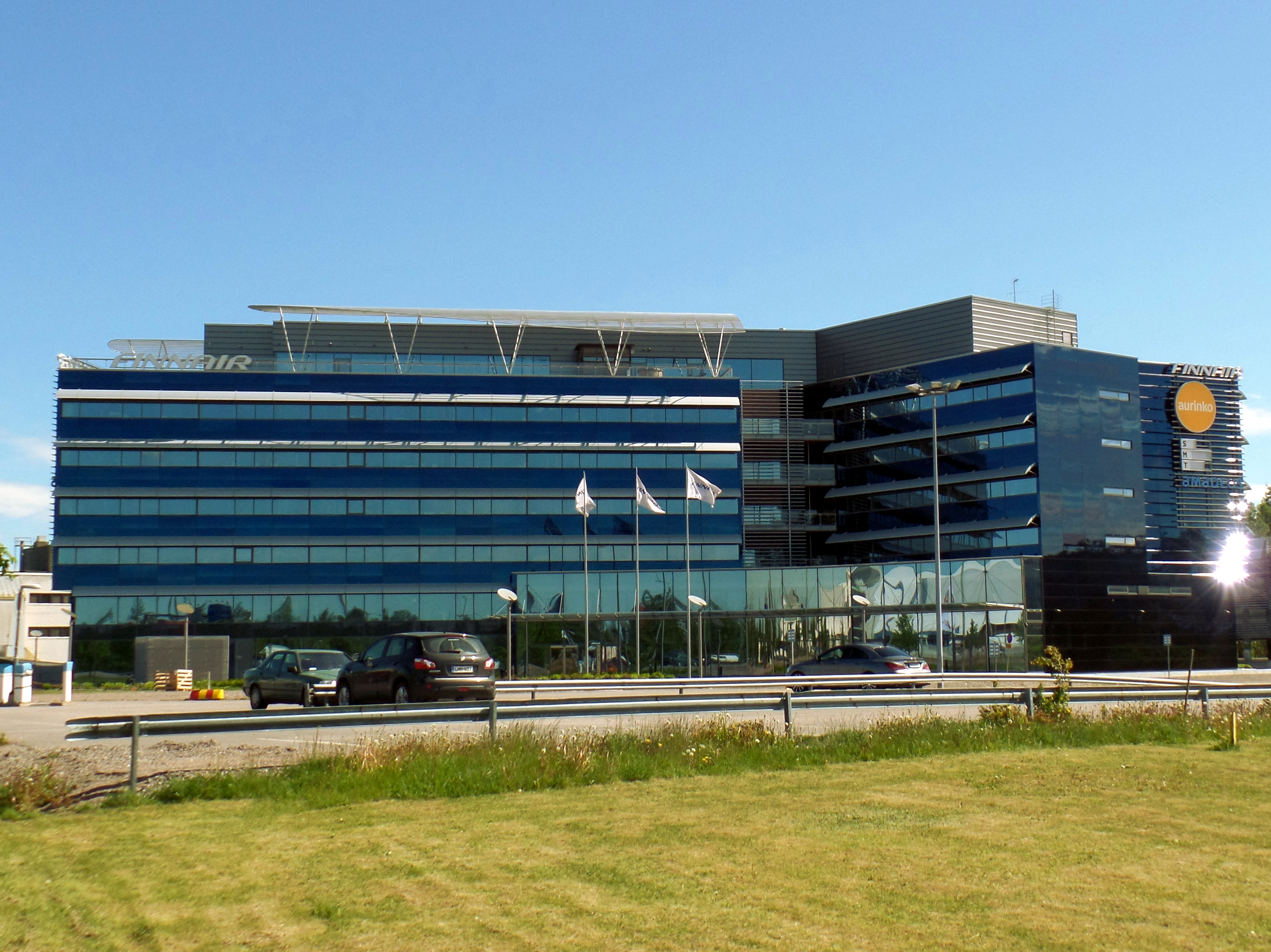
Le siège de Finnair à Vantaa.

| Société                     | C.A. 2019 | C.A. 2020 |
| --------------------------- | --------- | --------- |
| Finnair Oyj                 | 3 000 M € | 792 M €   |
| Teboil Oy Ab                | 2 000 M € | 2 000 M € |
| Tamro Oyj                   | 2 000 M € | 2 000 M € |
| Veho Oy Ab                  | 874 M €   | 755 M €   |
| K Auto Oy                   | 659 M €   | 654 M €   |
| Destia Oy                   | 477 M €   | 483 M €   |
| Caverion Suomi Oy           | 471 M €   | 400 M €   |
| Schenker Oy                 | 462 M €   | 466 M €   |
| K-Caara                     | 450 M €   | 543 M €   |
| Slo Oy                      | 419 M €   |           |
| Finnair Aircraft Finance Oy |           | 457 M €   |

### Principaux employeurs
En 2021, les plus importants employeurs privés de Vantaa sont:
| Employeur                       | Employés |
| ------------------------------- | -------- |
| Finnair Oyj                     | 4852     |
| Are Oy konsernin pääkonttori    | 2839     |
| Caverion Suomi Oy               | 2735     |
| Afry Finland Oy                 | 1775     |
| Fazer Leipomot, Vantaan leipomo | 1365     |
| Pilke päiväkodit Oy             | 1339     |
| Schenker Oy Vantaa              | 1317     |
| Adecco HQ                       | 1310     |
| Destia Oy                       | 1244     |
| Vaisala Oyj                     | 1218     |

## Transports

### Transport aérien

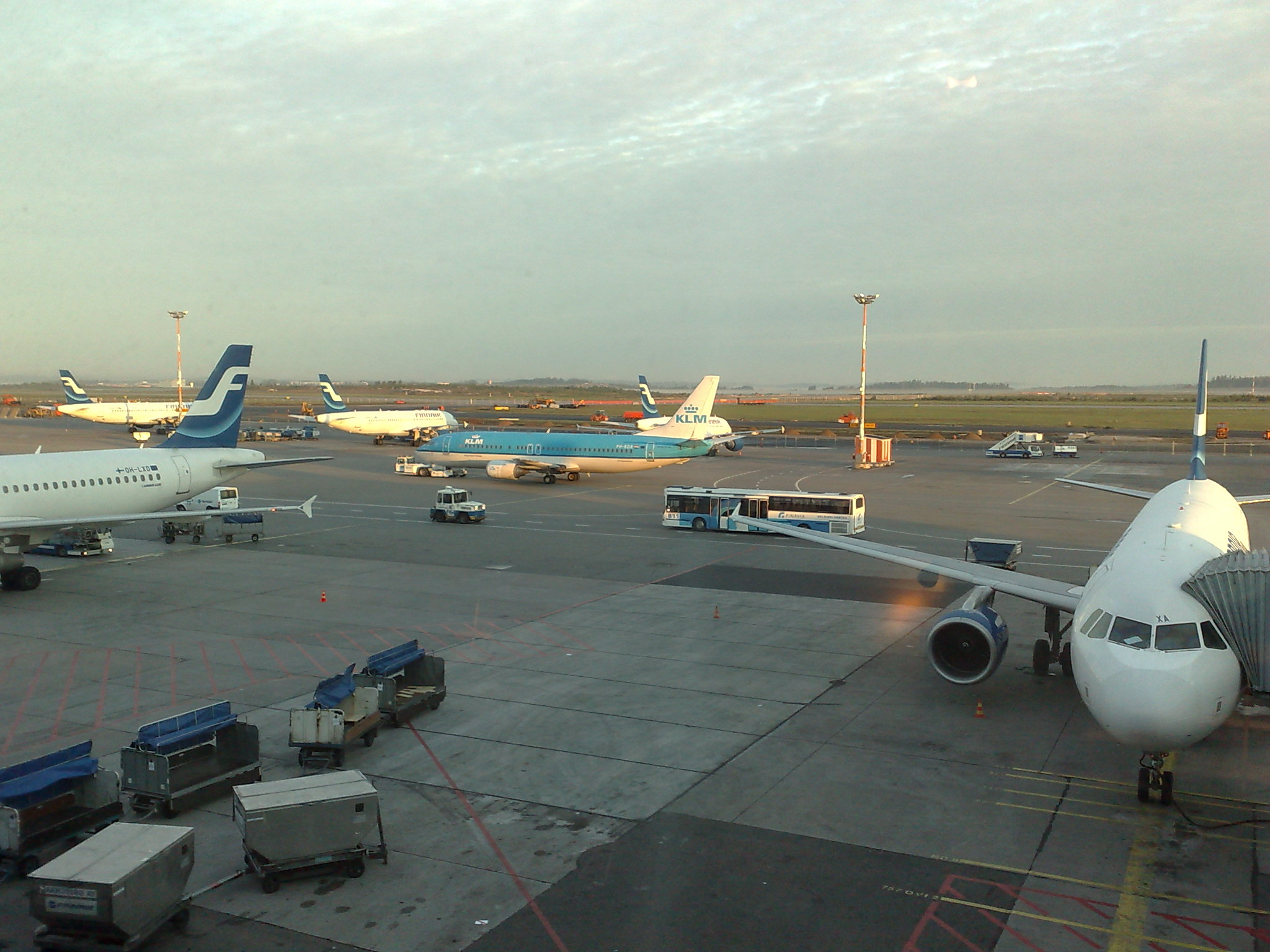
Un matin d'août à l'aéroport d'Helsinki-Vantaa.

L'aéroport d'Helsinki-Vantaa est le plus grand de Finlande. En 2011, il a accueilli 14,9 millions de voyageurs.
L'aéroport est très bien classé par les études internationales.

### Transports par bus

Vantaa dans le réseau de transports du grand Helsinki.

L'offre de transport des bus de la région d'Helsinki est importante.
Elle propose plus de 100 lignes différentes dont la plus grande partie sont des lignes de Vantaa et des lignes urbaines menant à Helsinki, Espoo et à Kerava.
Les lignes de bus de Vantaa sont les suivantes :
| Numéro | Trajet                                                                                                  | Réfs. |
| 311    | Myyrmäki – Pähkinärinne – Hämeenkylä                                                                    |       |
| 313    | Pähkinärinne – Hämeenkylä – Varisto – Vapaala                                                           |       |
| 335    | Linnainen – Vapaala – Myyrmäki – Martinlaakso – Askisto                                                 |       |
| 432    | Martinlaakso – Kivistö – Kirkka                                                                         |       |
| 433    | Martinlaakso – Vantaanpuisto – Kannisto – Kivistö                                                       |       |
| 443    | Kivistö – Vestra                                                                                        |       |
| 444    | Kivistö – Hôpital de Katriina – Tapola – Riipilä                                                        |       |
| 445    | Kivistö – Hôpital de Katriina – Reuna                                                                   |       |
| 446    | Kivistö– Koivupää – Hôpital de Katriina – Kesäkylä                                                      |       |
| 447    | Kivistö – Viininkanmestä – Kesäkylä                                                                     |       |
| 571    | Tikkurila – Ylästö – Martinlaakso – Myyrmäki – Pähkinärinne – Varisto                                   |       |
| 572    | Mellunmäki – Hakunila – Pakkala – Myyrmäki                                                              |       |
| 573    | Aviapolis – Pakkala – Ylästo – Gare de Vantaankoski                                                     |       |
| 574    | Peijas – Koivuhaka – Aviapolis – Pakkala – Myyrmäki                                                     |       |
| 575    | Tikkurila – Aviapolis – Tuupakka – Martinlaakso                                                         |       |
| 576    | Tikkurila – Koivuhaka – Aviapolis – Hôpital de Katriina – Kivistö                                       |       |
| 618    | Ligne sur demande de Tikkurila                                                                          |       |
| 619    | Tikkurila – Simonsalmi                                                                                  |       |
| 624    | Tikkurila – Ruskeasanta – Ilola – Leinelä – Koivukylä – Et. Päiväkumpu                                  |       |
| 625    | Leinelä – Koivukylä – Peijas – Rekolanmäki                                                              |       |
| 631    | Tikkurila – Simonkylä – Koivukylä – Korso – Kulomäki                                                    |       |
| 711    | Tikkurila – Kuusikko – Hakunila – Kuninkaanmäki                                                         |       |
| 712    | Tikkurila – Jokiniemi – Honkanimmi – Kuninkaanmäki (– Kuusijärvi)                                       |       |
| 713    | Ligne sur demande de Hakunila                                                                           |       |
| 723    | Ligne sur demande de Koivukylä                                                                          |       |
| 733    | Ligne sur demande de Korso                                                                              |       |
| 735    | Tikkurila – Jokiniemi – Peijas – Korso – Mikkola                                                        |       |
| 736    | Tikkurila – Hiekkaharju – Leinelä – Koivukylä – P. PÄiväkumpu – Nikinmäki – Metsola – Korso – Vierumäki |       |
| 737    | Nikinmäki – Mikkola – Korso                                                                             |       |
| 973    | Peijas – Korso – Vallinoja – Kerava – Virrenkulma                                                       |       |

### Projet de tramway
La ligne 570 du tramway de Vantaa devrait ouvrir en 2028.

### Voies routières
De nombreuses artères de circulation automobile traversent Vantaa.
Parmi celles-ci, citons le kehä III, la seututie 120, la nationale 3, la kantatie 45, la nationale 4 et la nationale 7.

### Transports ferroviaires

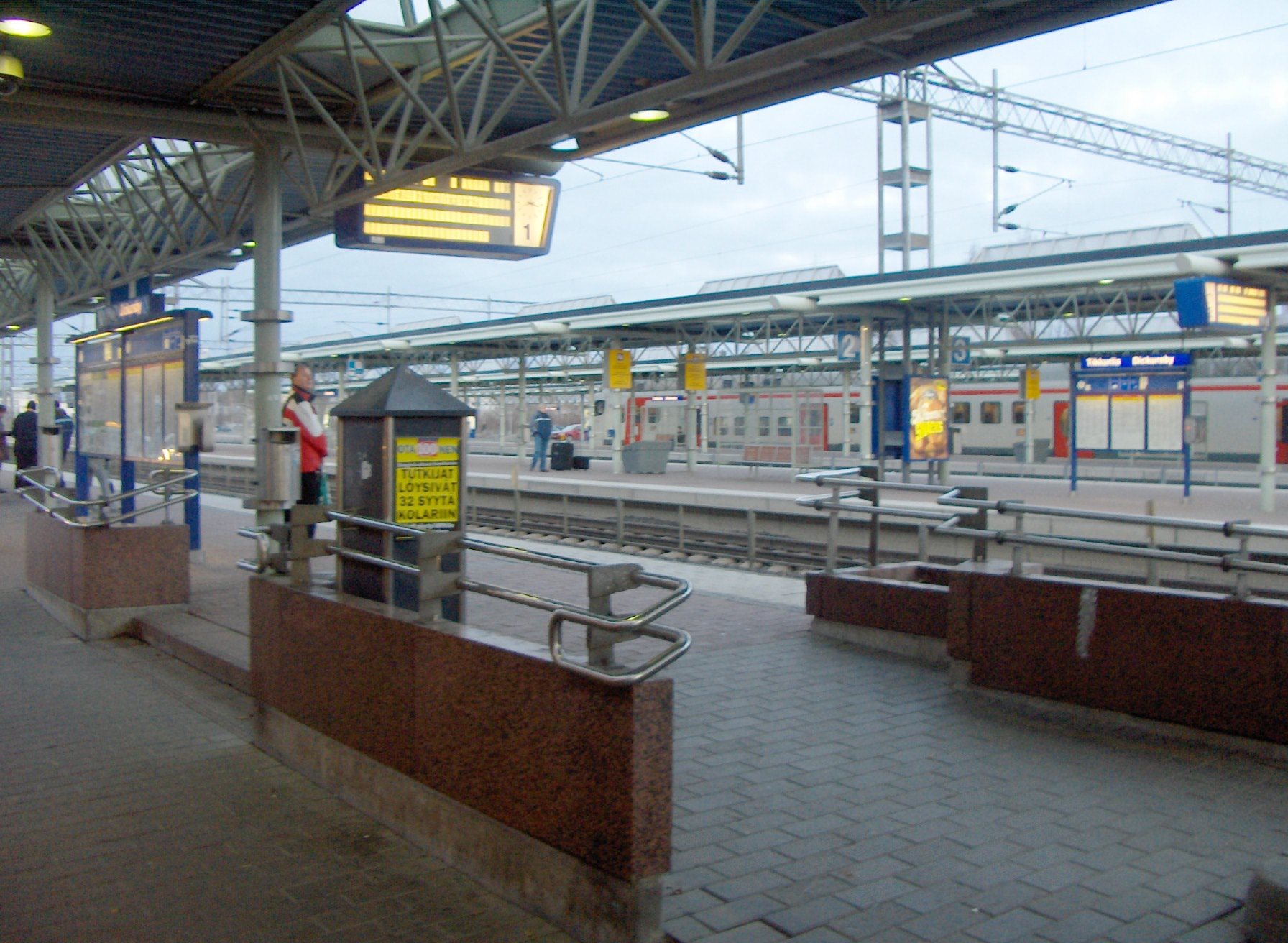
La gare ferroviaire de Tikkurila.

Vantaa est traversée par deux voies ferrées : la Suomen päärata et Vantaankosken rata. Vantaa dispose de 14 gares ferroviaires où s'arrêtent les trains de banlieue. Les gares de la voie de Vantaankoski sont Myyrmäki, Louhela, Martinlaakso et Vantaankoski. Les gares de la Kehärata sont Vehkala, Kivistö, Aviapolis, Aéroport d'Helsinki-Vantaa et Leinelä. Et les gares de la Päärata sont Tikkurila, Hiekkaharju, Koivukylä, Rekola et Korso.
Tous les trains à longue distance, même ceux pour la Russie, s'arrêtent à la gare de Tikkurila, d'où il y a une liaison par bus ou train de banlieue pour l'aéroport.

## Lieux et monuments
Parmi les monuments et lieux remarquables :
- Paroisse rurale d'Helsinki
- Centre scientifique Heureka.
- Manoir de Backas
- Église Saint-Laurent de Vantaa
- Chapelle Saint-Laurent de Vantaa
- Manoir de Königstedt
- Église de Myyrmäki
- Chapelle de Seutula
- Quartier de Sotunki
- Musée de l'aviation finlandaise
- Théâtre Vantaa (fi)
- Musée municipal de Vantaa
- Aéroport d'Helsinki-Vantaa
- Musée d'art de Vantaa (fi)
- Rapides Vantaankoski
- Résidence Aerola
- Martintorni
- Mairie de Vantaa
- Cimetière d'Honkanummi
- Vantaan Energia -areena
- Tikkuri
- Sudentassu

## Culture et loisirs
La bibliothèque municipale de Vantaa offre un réseau de 11 bibliothèques fixes et deux bibliothèques mobiles.

### Jumelages
Les villes jumelées avec Vantaa sont :
| Ville | Ville                     | Pays | Pays      | Période     |
| ----- | ------------------------- | ---- | --------- | ----------- |
|       | arrondissement de Rastatt |      | Allemagne |             |
|       | Askim (en)                |      | Norvège   |             |
|       | commune de Huddinge       |      | Suède     |             |
|       | Francfort-sur-l'Oder,     |      | Allemagne | depuis 1987 |
|       | Jinan                     |      | Chine     |             |
|       | Kinechma                  |      | Russie    |             |
|       | Lyngby-Taarbæk            |      | Danemark  |             |
|       | Mateh Yehuda              |      | Israël    |             |
|       | Mladá Boleslav            |      | Tchéquie  |             |
|       | Salgótarján               |      | Hongrie   |             |
|       | Seyðisfjörður             |      | Islande   |             |
|       | Słupsk                    |      | Pologne   |             |

### Personnalités
Vantaa est connue pour être le lieu de naissance notamment du pilote de formule 1 Mika Häkkinen et du sauteur à ski Tami Kiuru. De nombreuses célébrités y habitent, parmi lesquelles :
- Anna Abreu, musicienne
- Patrik Antonius, jouer de poker
- Sampsa Astala, musicien
- Antti Pihlström, hockeyeur
- Ilari Filppula, hockeyeur
- Valtteri Filppula, hockeyeur
- Niina Herala, Mannequin
- Jaakko Hintikka, Professeur
- Mika Häkkinen, pilote automobile
- Martti Innanen, artiste
- Sami Kapanen, hockeyeur
- Tami Kiuru, sauteur à ski
- Suvi Koponen, Mannequin
- Ari Koponen, député finlandais
- Mika Kottila, footballeur
- Janne Kärkkäinen, musicien
- Taisto Mäki, marathonien
- Antti Niemi, hockeyeur
- Antti-Jussi Niemi, hockeyeur
- Anni Parkkila, chanteur
- Leena Peisa, musicien
- Ville Peltonen, hockeyeur
- Markus Pöyhönen, sprinter
- Jarkko Ruutu, hockeyeur
- Mikko Ruutu, hockeyeur
- Raul Ruutu, musicien
- Tommi Santala, hockeyeur
- Tuomo Ruutu, hockeyeur
- Paavo Talvela, homme d'affaires
- Ville Tiisanoja, athlète
- Juho Tolppola, boxeur
- Eicca Toppinen, violoncelliste
- Ossi Väänänen, hockeyeur
- Käärijä, musicien

Le bluesman américain Eddie Boyd y est enterré, dans le caveau familial de son épouse finlandaise.

## Galerie

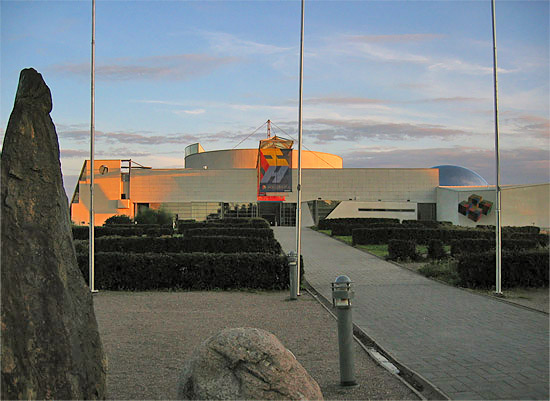
Le centre scientifique Heureka.
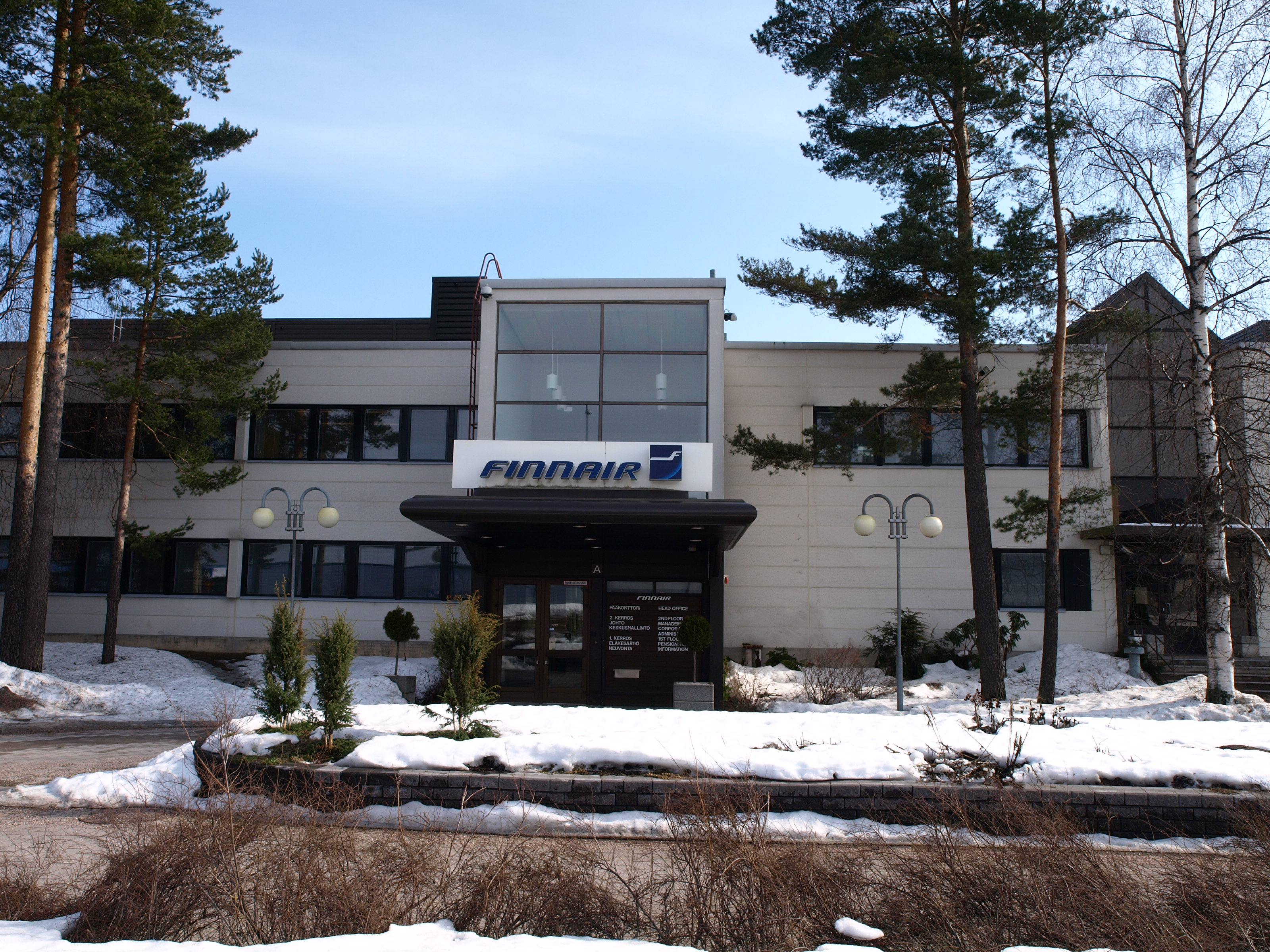
Le siège de Finnair.
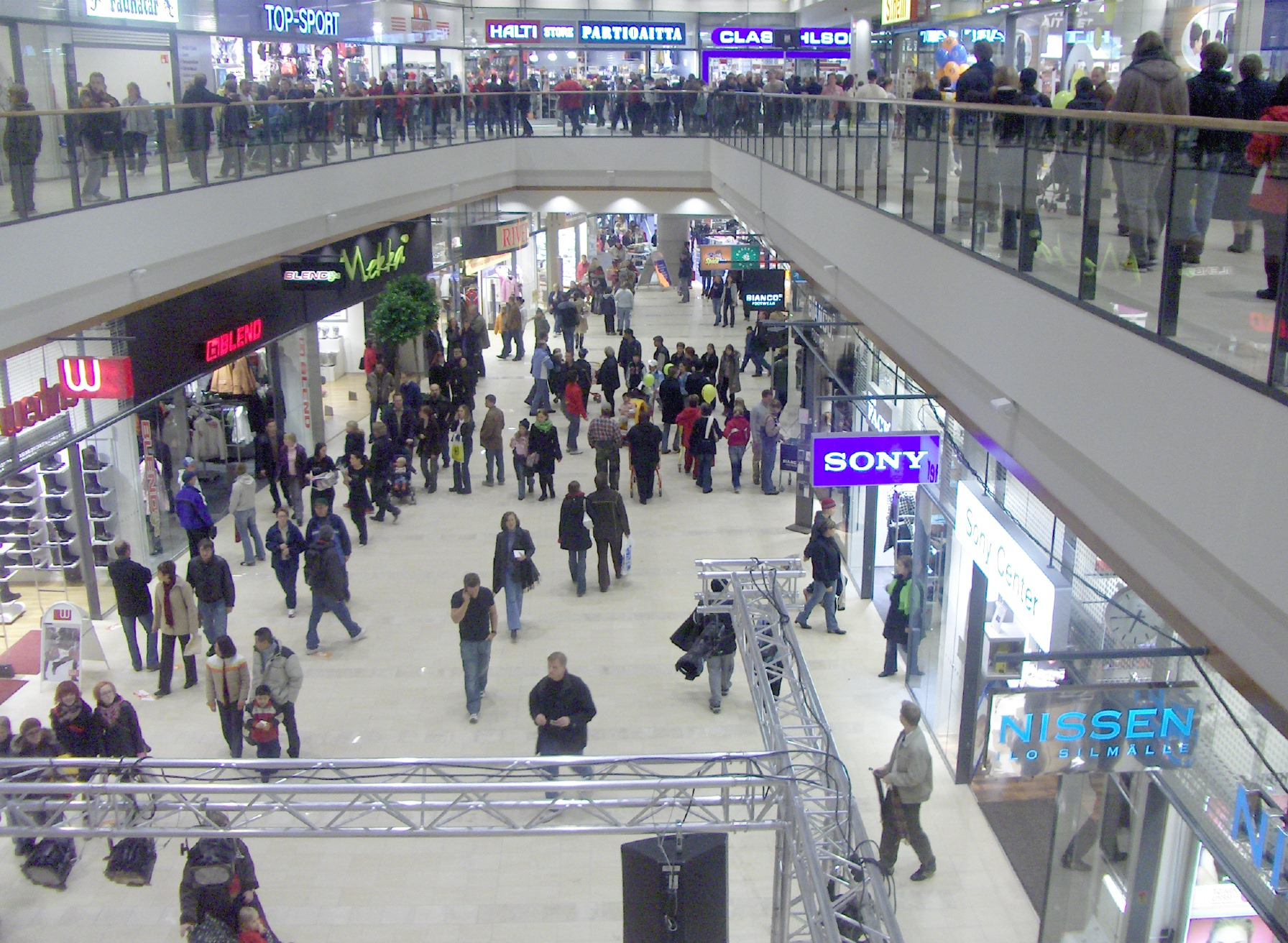
Le centre commercial Jumbo.
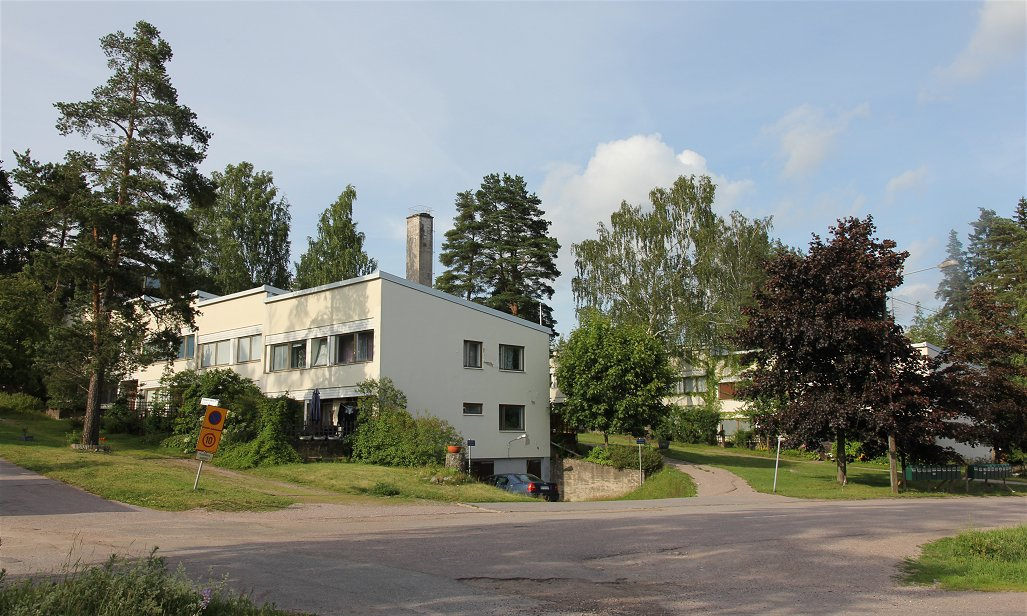
Aerola.